# بيث مورغان
بيث مورغان (27 سبتمبر 1981 - ) (بالإنجليزية: Beth Morgan)‏ هي لاعبة كريكت بريطانية.

## وصلات خارجية
- بيث مورغان على موقع إي آس بي آن كريك إنفو (الإنجليزية)